# Pierre-Yves Le Rhun
Pierre-Yves Le Rhun, né en 1936 à Tréméoc (Finistère), est un géographe français et militant-activiste breton.

## Biographie
Pierre-Yves Le Rhun est né en 1936, dans une famille nombreuse de paysans du pays Bigouden. Après le lycée La Tour-d'Auvergne à Quimper, il entre à l'École normale de Bordeaux et prolonge ses études à l'institut de géographie de l'université de Lyon, institut dirigé par Maurice Le Lannou. Agrégé de géographie en 1962, il choisit de rentrer à Nantes, et, après son service militaire, il obtient un poste de professeur d’histoire et géographie au lycée Clemenceau. Entré comme assistant à l’université de Nantes en 1968, il passe en 1972 une thèse de troisième cycle sur l'« aviculture intensive en Bretagne ».
Sa carrière universitaire est marquée par la publication de nombreux articles. En 1976, il est le coordinateur de la Géographie de la Bretagne et en 1994 de la Géographie et aménagement de la Bretagne. Il participe aussi à l’Atlas de Bretagne (1990). C’est un géographe engagé : il soutient les luttes pour la défense du bocage, pour la promotion du marais de Guérande, contre la centrale du Carnet, pour la réunification administrative de la Bretagne (Bretagne et Grand Ouest, 1988), pour la promotion de la culture bretonne, notamment à l’école. Cet engagement se fait dans le cadre de la SEPNB/Bretagne Vivante et au sein d’Ar Falz. Sous sa présidence, Ar Falz lança avec d’autres mouvements le Front culturel progressiste breton. Il a été plusieurs années président du Comité pour l'unité administrative de la Bretagne et reste membre du bureau de l'association. Il est décoré de l'ordre de l'Hermine.

## Œuvres
- Géographie économique de la Bretagne, Ed. Breizh, 1971, 144 p.
- Géographie de la Bretagne, Morlaix, Skol Vreizh, 1976, 240 p.
- Bretagne et Grand Ouest, Morlaix, Skol Vreizh, 1988
- La Bretagne face à l'Europe et à l'Ile de France, Morlaix, Éditions Skol Vreizh, 1991
- Géographie et aménagement de la Bretagne, sous la direction de Pierre-Yves Le Rhun, Morlaix, Éditions Skol Vreizh, 1994